# Teatro alla Scala
Het Teatro alla Scala, informeel meestal 'la Scala' (de Scala) genoemd, is een theatergebouw in de Italiaanse stad Milaan met ongeveer 2800 plaatsen. Het is een van de beroemdste operagebouwen ter wereld en heeft ook een eigen balletgezelschap.
Ieder jaar verschijnen er op het grootste toneel van Europa weer befaamde zangers en zangeressen in beroemde producties, met als gevolg dat de kaartjes vaak al maanden van tevoren zijn uitverkocht. 

## Geschiedenis
Het theater kwam op de plaats van een eerder theater dat op 26 februari 1776 tijdens het carnaval afbrandde. Het theater is gebouwd in een overgangsstijl tussen de classicistische en neoclassicistische architectuurstijl en werd ontworpen door architect Giuseppe Piermarini. Da Scala opende met Salieri's opera L'Europa riconosciuta op 3 augustus 1778 en heette toen Nuovo Regio Ducal Teatro alla Scala. In 1807 werd het toneel vergroot en vond ook de eerste opvoering van een opera van Mozart plaats, Cosi fan tutte. De zaak kreeg faam in de negentiende eeuw door de opera's van Rossini, Bellini en Verdi. Operadiva Maria Malibran trad er voor het eerst op in 1833. 
In 1901 werd Arturo Toscanini orkestmeester van de Scala en hij bezorgde het theater niet enkel voor het eerst een eigen orkest, maar ook internationale faam. Hij breidde het repertoire uit met Duitse, Franse en Russische werken. Hij nodigde Richard Strauss uit om Salomé te dirigeren in de Scala.  
In 1943 werd het gebouw zwaar beschadigd tijdens een bombardement van de RAF op Milaan. Een brand erna vernielde het theater volledig. Het werd heropgebouwd volgens de originele plannen en heropend in 1946. Het theater kreeg wel een groter en hoger podium. In 1956 werd in een nieuw bijgebouw de Piccola Scala geopend, een theater met 600 plaatsen.
Van begin 2002 tot eind 2004 onderging de Scala een grote renovatie onder aanvoering van de Zwitserse architect Mario Botta en was het gebouw gesloten.

## Beschrijving
De zaal biedt plaats aan 2800 toeschouwers en bevat 260 loges, verdeeld over zes verdiepingen. Binnen in de zaal zijn er trompe-l'oeils en vergulde loges, dit alles onder een enorme kroonluchter. In het aangrenzende Museo Teatrale liggen kostuums en decors van eerdere voorstellingen en andere toneelattributen die teruggaan tot in de Romeinse tijd.